# Estroncio
El estroncio es un elemento químico de la tabla periódica cuyo símbolo es Sr y su número atómico es 38.

## Características principales

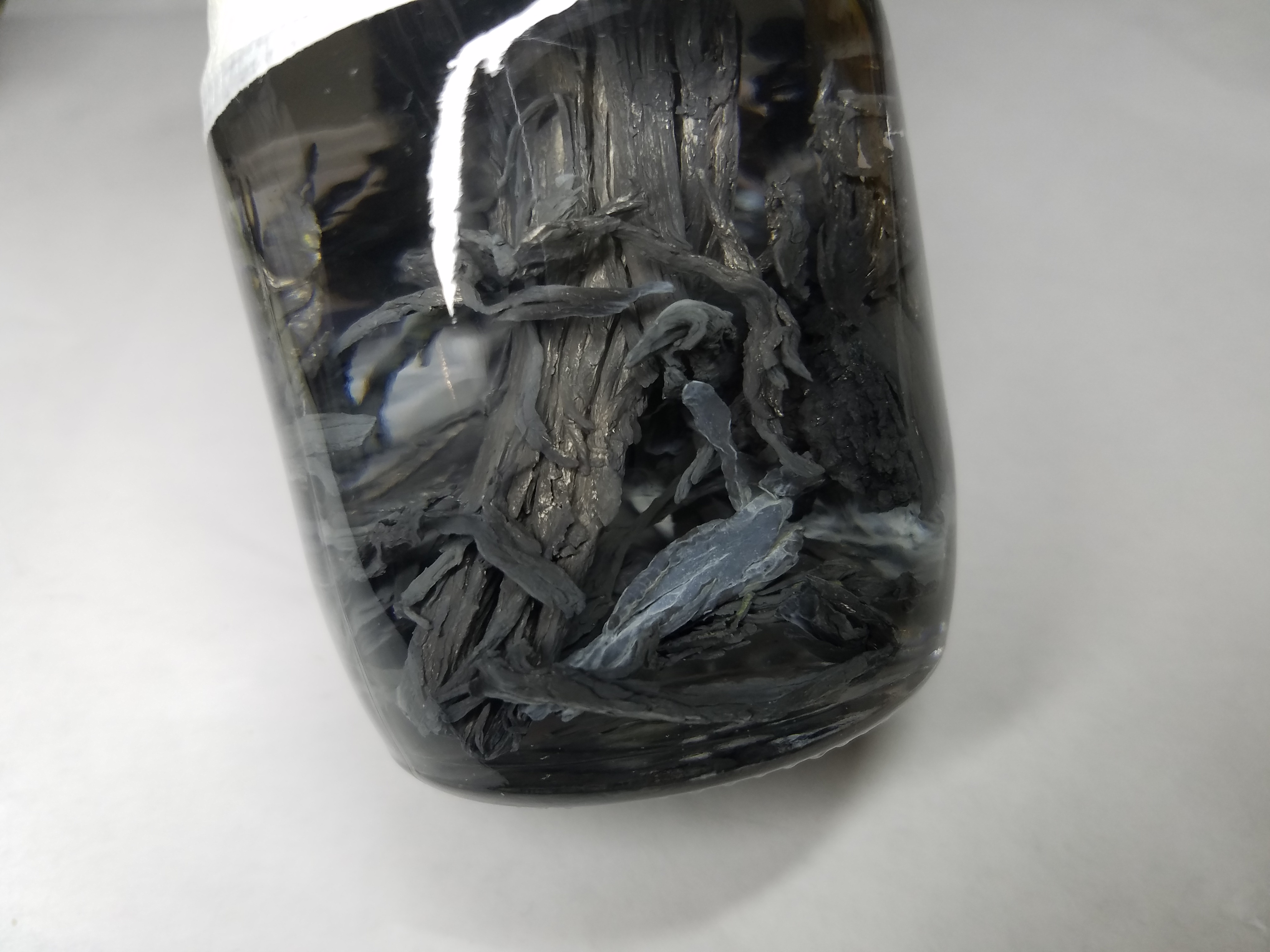
Cristales dendríticos de estroncio puro.

El estroncio es un  metal blando de color plateado reluciente, algo maleable, también alcalino térreo, que rápidamente se oxida en presencia de aire adquiriendo un tono amarillento por la formación de óxido, por lo que debe conservarse sumergido en parafina. Debido a su elevada reactividad el metal se encuentra en la naturaleza combinado con otros elementos formando compuestos. Reacciona rápidamente con el agua liberando hidrógeno molecular para formar el hidróxido de estroncio.
El metal arde en presencia de aire —espontáneamente si se encuentra en polvo finamente dividido— con llama roja rosada formando óxido y nitruro; dado que con el nitrógeno no reacciona por debajo de 480 °C forma únicamente el óxido cuando arde a temperatura ambiente. Las sales volátiles de estroncio, pintan de color carmesí las llamas, por lo que se usan en la pirotecnia.
Como el estroncio es muy similar al calcio, es incorporado al hueso. Los cuatro isótopos hacen lo mismo, en similares proporciones a las halladas en la naturaleza. Sin embargo, la distribución real de los isótopos tiende a variar de forma considerable de un lugar geográfico a otro. Así, analizar huesos de un individuo podría ayudar a determinar la región de donde proviene. Esta tarea ayuda a identificar patrones de antiguas migraciones, así como el origen de restos humanos de cementerios de batallas. Por lo mismo, el estroncio es de utilidad para la ciencia forense.
Presenta tres estados alotrópicos con puntos de transición a 235 °C y 540 °C.

## Aplicaciones
Hoy en día el uso más destacado del estroncio dentro de la ciencia es el de la construcción de los relojes atómicos más modernos y precisos que se conocen, superando por varios "ceros" a los relojes atómicos de cesio hasta ahora usados.
Hasta hace unos años también se utilizaba en cristales para tubos de rayos catódicos de televisores en color debido a la existencia de regulaciones legales que obligan a utilizar este metal para filtrar los rayos X evitando que incidan sobre el espectador. Otros usos son:
- Pirotecnia (nitrato).
- Producción de imanes de ferrita
- El carbonato se usa en el refino del zinc (para la eliminación del plomo durante la electrólisis), y el metal en la desulfurización del acero y como componente de diversas aleaciones.
- El titanato de estroncio tiene un índice de refracción extremadamente alto y una dispersión óptica mayor que la del diamante, propiedades de interés en diversas aplicaciones ópticas. También se ha usado ocasionalmente como gema.
- Otros compuestos de estroncio se utilizan en la fabricación de cerámicas, productos de vidrio, pigmentos para pinturas (cromato), lámparas fluorescentes (fosfato) y medicamentos (cloruro y peróxido).
- El isótopo radiactivo Sr-89 se usa en la terapia del cáncer, el Sr-85 se ha utilizado en radiología y el Sr-90 en generadores de energía autónomos.
- Ranelato de estroncio (se define como la unión de un ácido orgánico, el ácido ranélico con 2 átomos de estroncio estable): fármaco para tratar osteoporosis, ya prescrita en la Unión Europea, pero no en EE. UU.

## Historia
El estroncio fue identificado en las minas de plomo de Estroncia (Escocia), de donde procede su nombre, fue descubierto en 1790 por Adair Crawford en el mineral estroncianita distinguiéndolo de otros minerales de bario. En 1798 Klaproth y Hope lo descubrieron de forma independiente. El primero en aislar el estroncio fue Humphry Davy, en 1808, mediante electrólisis de la estronciana —óxido de estroncio— de donde proviene el nombre del metal.

## Abundancia y obtención
Según el Servicio Geológico Británico, China fue el principal productor de estroncio en el año 2007, con más de dos tercios de la producción mundial, seguido por España, México, Turquía, Argentina e Irán. El estroncio es un elemento abundante en la naturaleza representando una media del 0,034% de todas las rocas ígneas y se encuentra mayoritariamente en forma de sulfato (celestina) y carbonato (estroncianita). La similitud de los radios iónicos de calcio y estroncio hace que este pueda sustituir al primero en las redes iónicas de sus especies minerales lo que provoca que el estroncio se encuentre muy distribuido. La celestita se encuentra en buena medida en depósitos sedimentarios de tamaño suficiente para que su minería sea rentable, razón por la que es la principal mena de estroncio a pesar de que la estroncianita sería, en principio, mejor ya que el estroncio se consume principalmente en forma de carbonato, sin embargo los depósitos de estroncianita económicamente viables encontrados hasta la fecha son mínimos. 
El metal se puede extraer por electrólisis del cloruro fundido mezclado con cloruro de potasio:
Cátodo: Sr2+ + 2e– → Sr (reducción)
Ánodo: 2Cl– → Cl2(g) + 2e– (oxidación)
o bien por aluminotermia, es decir, reducción del óxido con aluminio en vacío a la temperatura de destilación del estroncio.
| 1. | España    | 90.000 |
| 2. | China     | 50.000 |
| 3. | México    | 40.000 |
| 4. | Irán      | 37.000 |
| 5. | Argentina | 700    |

Fuente: USGS.

## Isótopos

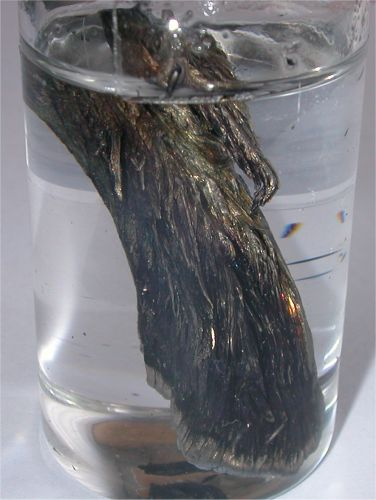
Estroncio en forma dendrítica, muy oxidado, brillo metálico parcialmente visible

El estroncio tiene cuatro isótopos naturales : Sr-84 (0,56 %), Sr-86 (9,86 %), Sr-87 (7,0 %) y el Sr-88 (82,58 %). Únicamente el isótopo Sr-87 es radiogénico, producto de la desintegración de rubidio-87. Por tanto, el Sr-87 puede tener dos orígenes: es formado durante la síntesis nuclear primordial y el formado por el decaimiento del rubidio. La razón Sr-87/Sr-86 es el parámetro típicamente utilizado en la datación radiométrica de la investigación geológica, encontrándose valores entre 0,7 y 4,0 en distintos minerales y rocas.
Se conocen dieciséis isótopos radioactivos. El más importante es el Sr-90, con un periodo de semidesintegración de 28,78 años, subproducto de la lluvia nuclear que sigue a las explosiones nucleares y que representa un importante riesgo sanitario ya que sustituye con facilidad al calcio en los huesos dificultando su eliminación. Este isótopo es uno de los mejor conocidos emisores beta de alta energía y larga vida media y se emplea en generadores auxiliares nucleares (SNAP, Systems for Nuclear Auxiliary Power) para naves espaciales, estaciones meteorológicas remotas, balizas de navegación y, en general, aplicaciones en las que se requiera una fuente de energía eléctrica ligera y con gran autonomía.

## Precauciones
El estroncio puro es extremadamente reactivo y arde espontáneamente en presencia de aire por lo que se le considera un riesgo de incendio.
El cuerpo humano absorbe estroncio al igual que el calcio. Las formas estables (no radiactivas) de estroncio no provocan efectos adversos significativos en la salud, pero el Sr-90 radiactivo se acumula en el cuerpo prolongando la exposición a la radiación y provocando diversos desórdenes incluido el cáncer de hueso.

## Efecto en el cuerpo humano
El cuerpo humano absorbe estroncio como si fuese calcio. Debido a su similitud química, las formas estables del estroncio pudieran no constituir una amenaza significativa para la salud –de hecho, los niveles encontrados en la naturaleza pueden ser beneficiosos– sin embargo, la forma radioactiva 90Sr puede ocasionar varias enfermedades y desórdenes en los huesos, tales como el cáncer óseo primario. La unidad Sr se usa para medir la radioactividad del 90Sr absorbido.
Un estudio reciente in-vitro conducido por el "NY College of Dental Sciences" usó estroncio en osteoblastos mostró marcada mejora en regenerar osteoblastos.
Una droga innovativa: ranelato de estroncio hecha de la combinación de estroncio con ácido ranélico ha mostrado efectos en el crecimiento óseo, con ganancias en la densidad ósea y en vértebras debilitadas, y en fracturas. Mujeres receptoras de la droga mostraron un 12,7% de incremento en densidad ósea. Mientras que las que recibieron un placebo tuvieron un 1,6% de decremento. La mitad del incremento en la densidad ósea (medida por densitometría de rayos X) se atribuyó al mayor peso atómico del estroncio comparado con el calcio, y la otra mitad al verdadero incremento de masa ósea.
El ranelato de estroncio está registrada como una droga de prescripción médica en Europa y muchos otros países. Necesita ser prescrita por un médico, despachada por el farmacéutico, y requiere estricta supervisión del facultativo. En 2009 su uso no estaba aún aprobado en Canadá ni en EE. UU.
Varias otras sales de estroncio como citrato de estroncio o carbonato de estroncio, suelen presentarse como terapias naturales y vendidas a dosis varias centenares de veces más altas que las dosis que naturalmente pueden ingresar al organismo. A pesar de que la falta de estroncio está referenciada en la literatura médica pero también hay escasez de información acerca de la posible toxicidad de la suplementación con estroncio, tales compuestos pueden aún ser vendidos en EE. UU. bajo la "Dietary Supplements Health and Education Act de 1994". Se desconocen sus efectos a largo plazo y eficacia pues nunca han sido evaluados en humanos usando experimentos a larga escala médica.